# Maisonnay
Maisonnay település Franciaországban, Deux-Sèvres megyében. Lakosainak száma 250 fő (2022. január 1.). Maisonnay Saint-Vincent-la-Châtre, Fontivillié és Alloinay községekkel határos.

## Népesség
A település népességének változása:
| Lakosok száma | 247  | 252  | 259  | 256  | 258  | 262  | 258  | 254  | 250  |
|               | 2013 | 2015 | 2016 | 2017 | 2018 | 2019 | 2020 | 2021 | 2022 |